# Atonement
Atonement (bra: Desejo e Reparação; prt: Expiação) é um filme franco-britânico de 2007, dos gêneros drama, romance e guerra, dirigido por Joe Wright, com roteiro de Christopher Hampton baseado no romance Atonement, de Ian McEwan.
Atonement estreou no 64º Festival de Veneza. Como o diretor do filme tinha apenas 35 anos, tornou-se o filme de diretor mais novo a se apresentar no evento.[carece de fontes?]

## Sinopse
Briony Tallis é uma menina de 10/11 anos na Inglaterra de 1935. Vive confortavelmente numa casa gigantesca e prepara uma peça de teatro para ser apresentada em homenagem a chegada do irmão, Leon Tallis. Enquanto se esforça para terminar a peça e conseguir a atenção dos convidados da família os gêmeos Pierrot e Jackson, mais a irmã deles, Lola Quincey para ensaiá-la, Briony descobre um possível jogo de atração entre a sua irmã Cecilia e o filho do antigo empregado da família, Robbie Turner. 

## Elenco
- Keira Knightley ...... Cecilia Tallis
- James McAvoy ...... Robbie Turner
- Saoirse Ronan ...... Briony Tallis (13 anos)
  - Romola Garai ...... Briony Tallis (18 anos)
  - Vanessa Redgrave ...... Briony Tallis (idosa)
- Patrick Kennedy ...... Leon Tallis
- Harriet Walter ...... Emily Tallis
- Felix von Simson ...... Pierrot Quincey
- Charlie von Simson ...... Jackson Quincey
- Juno Temple ...... Lola Quincey
- Ailidh Mackay ...... Singing Housemaid
- Brenda Blethyn ...... Grace Turner
- Julia West ...... Betty
- Alfie Allen ...... Danny Hardman
- Benedict Cumberbatch ...... Paul Marshall
- Peter Wight ...... Inspector de polícia

## Recepção
No consenso do agregador de críticas Rotten Tomatoes diz que o filme "apresenta performances fortes, cinematografia brilhante e uma trilha sonora única. Com atuações hábeis de James MacAvoy e Keira Knightley, é uma adaptação bem-sucedida do romance de Ian McEwan." Na pontuação onde a equipe do site categoriza as opiniões da grande mídia e da mídia independente apenas como positivas ou negativas, o filme tem um índice de aprovação de 83% calculado com base em 219 comentários dos críticos. Por comparação, com as mesmas opiniões sendo calculadas usando uma média aritmética ponderada, a nota alcançada é 7,4/10.

## Prémios e indicações
| Prêmio             | Categoria                | Recipiente                     | Resultado |
| ------------------ | ------------------------ | ------------------------------ | --------- |
| Oscar 2008         | Melhor filme             | Melhor filme                   | Indicado  |
| Oscar 2008         | Melhor atriz coadjuvante | Saoirse Ronan                  | Indicado  |
| Oscar 2008         | Melhor roteiro adaptado  | Christopher Hampton            | Indicado  |
| Oscar 2008         | Melhor fotografia        | Seamus McGarvey                | Indicado  |
| Oscar 2008         | Melhor direção de arte   | Sarah Greenwood e Katie Spence | Indicado  |
| Oscar 2008         | Melhor figurino          | Jacqueline Durran              | Indicado  |
| Oscar 2008         | Melhor trilha sonora     | Dario Marianelli               | Venceu    |
| Globo de Ouro 2008 | Melhor filme - drama     | Melhor filme - drama           | Venceu    |
| Globo de Ouro 2008 | Melhor direção           | Joe Wright                     | Indicado  |
| Globo de Ouro 2008 | Melhor trilha sonora     | Dario Marianelli               | Venceu    |
| Globo de Ouro 2008 | Melhor atriz - drama     | Keira Knightley                | Indicada  |
| Globo de Ouro 2008 | Melhor ator - drama      | James McAvoy                   | Indicado  |
| Globo de Ouro 2008 | Melhor atriz coadjuvante | Saoirse Ronan                  | Indicada  |
| Globo de Ouro 2008 | Melhor roteiro           | Christopher Hampton            | Indicado  |